# Naftali Herz Imber
Naftali Herz Imber (Zloczow, 1856 - Nova Iorque, 8 de outubro de 1909) foi um poeta hebraico judeu, sionista e autor do poema Hatikva, posteriormente adotado como hino nacional do Estado de Israel.

## Vida e obra
Imber nasceu na cidade de Zloczow (atual Zolochiv, Ucrânia), no Reino de Galícia e Lodomeria, Império Austríaco. Aos dez anos, começou a escrever poesia e alguns anos mais tarde recebeu um prêmio do imperador Franz Joseph para um poema sobre o centenário de união da Bucovina ao Império Austríaco. Em sua juventude viajou pela Hungria, Sérvia e Roménia.
Em 1882 mudou-se para a Palestina, então parte do Império Otomano, como secretário de Laurence Oliphant. Ele morou com Oliphant e sua esposa Alice em suas casas em Haifa e em Daliyat al-Karmel.
Em 1886, publicou seu primeiro livro de poemas, Estrela da Manhã, em Jerusalém. O livro continha o poema Nossa Esperança escrito em 1877 em Iasi, na Romênia, que se tornou a letra do hino do movimento sionista e depois foi adotado como hino nacional de Israel.
Em 1887, ele retornou para a Europa e viveu em Londres; em seguida, viajou de novo, visitou a Índia e mudou-se para os Estados Unidos em 1892. Enquanto viveu em Chicago, foi casado por cerca de um ano com Amanda Katie Davidson, descrita por Israel Zangwill como "uma manivela cristã". O casamento acabou em divórcio.
Além de escrever seus próprios poemas, Imber também traduziu Omar Khayyam para o hebraico.
Imber morreu pobre em Nova York, em 8 de outubro de 1909 dos efeitos do alcoolismo crônico. Ele tinha feito acordo prévio para seu enterro com a venda de um poema, mas com sua família imediata vivendo em Europa e indisponíveis para fazer seus preparativos para o funeral, houve controvérsia sobre o cemitério em que ele estava para ser enterrado. Ele foi enterrado no Mount Zion Cemetery no Queens. Em 1953, seus restos foram trasladados e reenterrados no Monte dos Descansos, em Jerusalém.